# Ювілейна медаль «Харківський Собор — 15 років»
Ювілейна медаль «Харківський Собор — 15 років» — це ювілейна медаль Української Православної Церкви (Московського Патріархату) засновано у зв'язку зі святкуванням п'ятнадцятиріччя Харківського Собору, який скликано без предстоятеля УПЦ 27-28 травня 1992 у Харкові за ініціативою Никодима Руснака. На цьому Соборі більшість єпископів відкликали свої підписи під проханням про дарування автокефалії УПЦ і обрали предстоятелем нової церкви громадянина Російської Федерації Василя Сабодана.

### Сайти
- Нагороди та титули Української Православної Церкви 2009